# Saludos Amigos
Saludos Amigos (în engleză Hello, Friends) este un film de animație din 1942, produs de Walt Disney și lansat de RKO Radio Pictures.